# Desiderius Rhodonensis
Desiderius Rhodonensis († 17. September zwischen 670 und 673 in Croix (Territoire de Belfort) in Frankreich) war Bischof von Rouen oder Rodez und ist ein Heiliger.
Desiderius war wahrscheinlich Bischof von Rouen oder eventuell auch von Rodez, der Ort kann wegen des schlecht lesbaren Originaltextes nicht mehr eindeutig bestimmt werden. Nach später entstandenen Legenden war er auch Bischof von Rennes. Er war zusammen mit dem Diakon Raginfrid auf einer Wallfahrt in Rom. Bei ihrer Rückreise wurden sie in der Ajoie (dt. Elsgau) in der Nähe der Stadt Delle von Räubern getötet. Nach der Legende wurde Desiderius enthauptet, während Raginfrids Körper von Lanzen durchbohrt wurde.
Die beiden Märtyrer wurden bereits im 8. Jahrhundert verehrt. Bei ihren Gräbern entstand später ein regional bedeutender Wallfahrtsort und die Gemeinde Saint-Dizier-l’Évêque. Der Wallfahrtsort war bis ins 19. Jahrhundert beliebt. Der Grabstein und Sarkophag von Desiderius aus dem 7. Jahrhundert stehen heute noch in einem Nebenraum respektive in der Krypta der Kirche von Saint-Dizier-l’Évêque.
Sein Gedenktag ist der 17. September.